# Podskoczek duży
Podskoczek duży (Jaculus orientalis) – gatunek ssaka z podrodziny skoczków (Dipodinae) w obrębie rodziny skoczkowatych (Dipodidae). Występuje w Afryce Północnej i marginalnie w Azji Zachodniej.

## Systematyka
Gatunek po raz pierwszy zgodnie z zasadami nazewnictwa binominalnego opisał w 1777 roku niemiecki przyrodnik Johann Christian Polycarp Erxleben nadając mu nazwę Jaculus orientalis.  Holotyp pochodził z „gór oddzielających Egipt od Arabii”.
Morfologicznie i genetycznie J. orientalis należy do podrodzaju Haltomys, siostrzanej grupy podrodzaju Jaculus. Rekonstrukcje molekularne pozwoliły uzyskać dwie rozbieżne allopatryczne linie genealogiczne w północnej Afryce: jedną w Maroku, Algierii, Tunezji i zachodniej Libii, a drugą we wschodniej Libii i Egipcie. Te dwie linie rozdzieliły się około 0,67 milionów lat temu. Populacje Półwyspu Synaj i Izraela nie były badane pod względem genetycznym. Skamieniałości tego zwierzęcia znaleziono w osadach z przełomu pliocenu i plejstocenu w Etiopii i Kenii. Opisanych zostało kilka podgatunków, których współcześnie się nie wyróżnia. Autorzy Illustrated Checklist of the Mammals of the World rozpoznają trzy podgatunki.

### Etymologia
- Jaculus: łac. iaculus „to, co jest rzucane, strzałka”, od iacio „rzucać”[14].
- orientalis: łac. orientalis „wschodni, orientalny”, od oriens, orientis „wschód”[15].
- gerboa: nowołac. jerboa „mały, pustynny gryzoń”, od arab. ‏يَرْبُوع‎ yarbūʿ „miąższ polędwicy”[16][17].
- mauritanicus: łac. Mauritanicus mauretański, z Mauretanii, od Mauritania „Maroko”[15].

## Występowanie
Zasięg tego gatunku obejmuje pustynne i półpustynne obszary północnej Afryki (Maroko, Algieria, Tunezja, Libia i Egipt). Obszar występowania sięga do południowego Izraela, a dawniej żyły one w Arabii Saudyjskiej. W 2016 roku nie stwierdzono ich obecności na izraelskiej pustyni Negew, podejrzewa się, że mogły stamtąd zniknąć na skutek działalności ludzkiej.
Zasięg występowania w zależności od podgatunku:
- J. orientalis orientalis – północno-wschodni Egipt (półwysep Synaj) i południowy Izrael (północna część pustyni Negew).
- J. orientalis gerboa – północno-wschodnia Libia i Egipt w Dolinie Nilu.
- J. orientalis mauritanicus – północno-wschodnie Maroko, północna Algieria, Tunezja i północno-zachodnia Libia.

## Wygląd

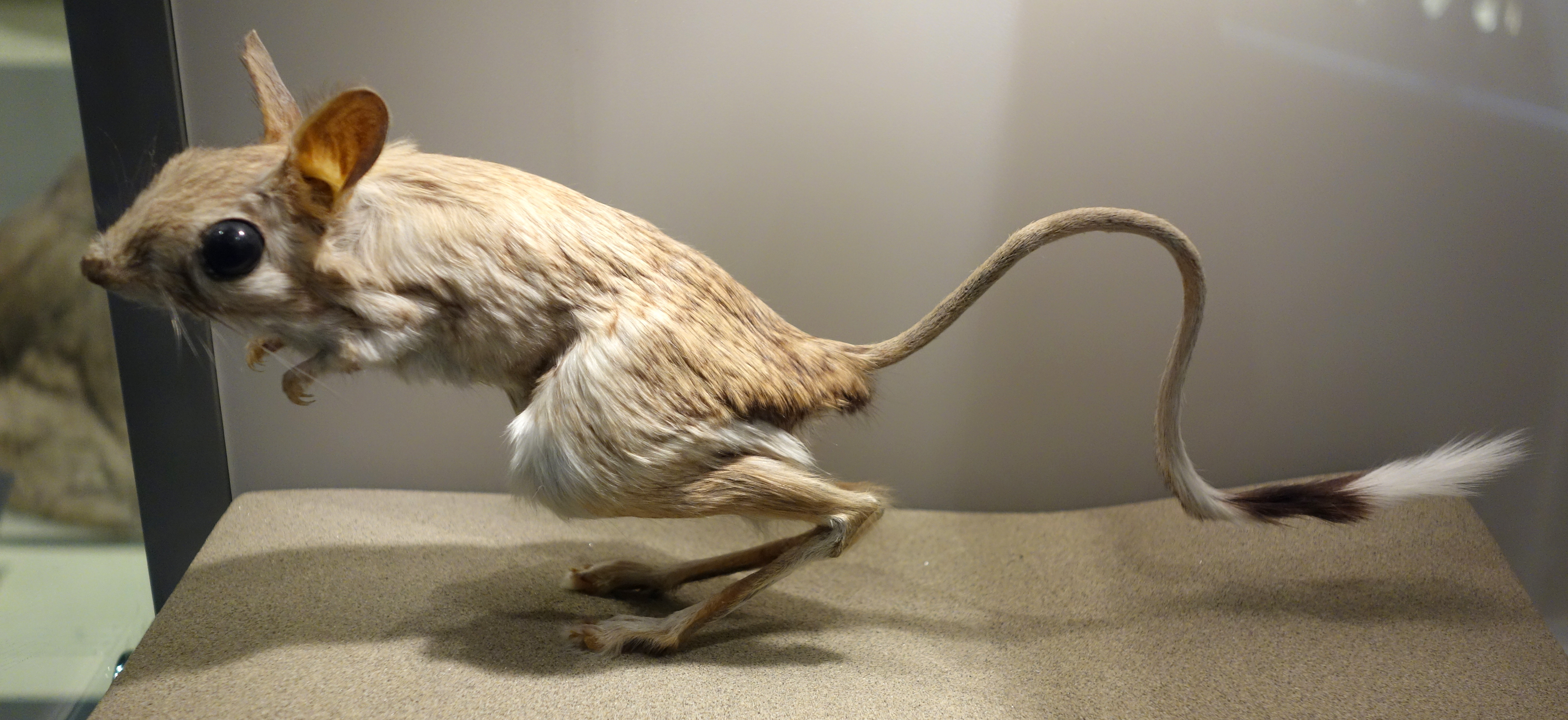
Wypchany egzemplarz w Narodowym Muzeum Przyrody i Nauki w Tokio

Jest to średniej wielkości przedstawiciel skoczkowatych; osiąga średnio 120 mm (od 95 do 145 mm), z ogonem o długości średnio 193,5 mm (od 172 do 215 mm). Długość ucha 18–25 mm, długość tylnej stopy 55–70 mm. Średnia masa ciała to 134 g (od 104 do 182 g). Samice są nieco większe od samców. Wierzch ciała ma kolor piaskowy, pomarańczowobrązowy, bledszy na bokach. Włosy są szare u nasady i pomarańczowobrązowe wyżej, czasem mają czarny czubek. Spód ciała jest czysto biały. Tylne nogi, szczególnie zrośnięte kości śródstopia, są bardzo długie (51% długości ciała wraz z głową). Są one trójpalczaste; palce są pokryte od spodu białawą szczeciną, ułatwiającą ruch po piasku. Przednie kończyny są czterokrotnie krótsze od tylnych. Ogon jest bardzo długi, z dużą kitką długich włosów, czarnych u nasady i białych na końcu. Stojący gryzoń wykorzystuje wygięty ogon dla równowagi i do podparcia ciała. Z wyglądu jest bardzo podobny do podskoczka egipskiego, który jest jednak zauważalnie mniejszy. Podobna alaktaga czteropalczasta (Allactaga tetradactyla) również jest mniejsza, ma dłuższe uszy, cztery palce u tylnych nóg i jest rzadziej spotykana.

## Tryb życia
Zamieszkują mokradła słone porośnięte przez solirody, górujące nad nimi wapienne zbocza, wydmy nadmorskie, ogrody, łąki, gaje oliwne i stare pola jęczmienia. Są spotykane w górach Atlasu do 1500 m n.p.m. Preferują mniej suche tereny niż podskoczek egipski (Jaculus jaculus), choć w niektórych obszarach gatunki te są sympatryczne.
Podskoczek duży prowadzi nocny, naziemny tryb życia. Porusza się na dwa sposoby: podskakuje na dwóch nogach, stawianych niesymetrycznie bądź skacze odbijając się jednocześnie dwiema nogami, co ułatwia pokonywanie przeszkód. Uciekający przed zagrożeniem podskoczek potrafi skakać na odległość 1,5–3 metrów i na metr wysoko; ucieczka jest jego jedyną metodą obrony.
Zwierzę to kopie w ziemi nory głębokie na 0,75–1,75 metra i długie na 1–2,5 m, zakończone komorą gniazdową wyłożoną włosami wielbłąda, kawałkami roślin i tkanin. Niektóre nory mają komorę magazynową. Często występuje też boczny tunel ewakuacyjny. Wejścia do zajętych nor są blokowane z użyciem piasku, zapewne dla uniknięcia węży i napływu gorącego powietrza. W dzień gryzonie śpią lub czuwają przykucnięte. Nocną aktywność rozpoczynają od kąpieli w piasku, każdej nocy czyszczą też futro przednimi łapkami i zębami. W przypadku śmierci gospodarza jego norę może zająć inny osobnik tego gatunku, albo inny pustynny gryzoń.
Podskoczki duże są towarzyskie, rzadko spotykane samotnie i bawią się ze sobą. Sypiając w grupie układają się jedne na drugich, aby ograniczyć ucieczkę ciepła w zimnych miesiącach. Beduini informowali badaczy, że w niektóre noce podskoczki zbierają się w dużych norach i bawią wspólnie.

### Pożywienie
Podskoczki duże są roślinożerne, jedzą kiełki roślin, korzenie sukulentów i ziarno jęczmienia. W norach znajdowane były też daktyle. Przyczyniają się do rozprzestrzeniania niektórych roślin, roznosząc ich nasiona. Mogą obyć się przez długi czas bez dostępu do wody, pozyskując ją z jedzonych roślin. Prawdopodobnie piją tak jak inne podskoczki, zanurzając przednie kończyny i spijając wodę z nich. Rzadko wydalają skoncentrowany mocz, choć gospodarka wodna organizmu jest mniej wydajna niż u podskoczków egipskich.

### Rozmnażanie
Podskoczki duże w Egipcie rozmnażają się zimą (listopad–luty) i latem, rzadziej na wiosnę. Niewiele wiadomo o ich zwyczajach rozrodczych. Prawdopodobnie są poligyniczne. Ciąża trwa około 40 dni. Porody stwierdzono w lutym, kwietniu i na początku lipca. W Algierii w miocie rodzi się od 3 do 7 młodych, a w Egipcie od 2 do 5. Noworodki są całkowicie zależne od matki; nie wiadomo, czy ojciec ma jakiś udział w opiece. Kończyny nowo narodzonych młodych są równej długości; po czterech tygodniach młode umieją poruszać się na czterech nogach, a w wieku około 47 dni stają się dwunożne, jak dorosłe zwierzęta. Przypuszcza się, że matka uczy je poruszania się i sztuki przetrwania. Nie wiadomo, jak długo żyją dzikie osobniki, ale urodzone w niewoli młode schwytanej samicy, żyły ponad sześć lat.

### Hibernacja
Gryzonie te nie mają toreb policzkowych i generalnie nie magazynują pokarmu. Beduini zauważali, że podskoczki znikają w zimowych miesiącach, kiedy dostępność pokarmu jest mała, a temperatury niskie. Zimą na wybrzeżu Morza Śródziemnego i wysokich płaskowyżach temperatura powietrza może spadać poniżej zera stopni Celsjusza, ale w norach podskoczków utrzymuje się około 10 °C. W Maroku stwierdzono, że osobniki wyjęte z nor były w stanie hibernacji: ich temperatura ciała spadła do 10–11 °C, a oddychanie było spazmatyczne. W 17 °C zwierzątko zaczynało drżeć i wybudzało się stopniowo, osiągając normalną temperaturę ciała (37,0 °C) w ciągu czterech godzin.

## Populacja i zagrożenia
Podskoczki duże zamieszkują duży obszar, są dość pospolite i umieją zaadaptować się do terenów przekształconych przez ludzką działalność. Polują na nie m.in. sowy, węże, lisy piaskowe i fenki. Pasożytuje na nich dziesięć gatunków pcheł, roztocze i wszy. Liczebność populacji jest generalnie stabilna, silnie zależy od dostępności pokarmu. Międzynarodowa Unia Ochrony Przyrody uznaje go za gatunek najmniejszej troski.

## Znaczenie dla człowieka

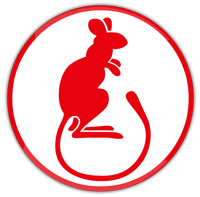
Symbol 7. brytyjskiej dywizji pancernej

Beduińscy farmerzy uznają je za szkodniki, gdyż gryzonie te żerują na polach jęczmienia i zjadają niektóre warzywa. Polują też na podskoczki duże dla ich mięsa i czasem dla futra, używanego do wykańczania ubrań. Polowanie odbywa się przez zalewanie nor wodą, co zmusza gryzonie do ucieczki, rozkopywanie nor lub zastawianie pułapek u ich wyjścia. Złapane podskoczki bywają sprzedawane jako zwierzęta domowe, ze względu na łagodne usposobienie. Tym niemniej wymagają one dużej przestrzeni do życia, są ostrożne i skryte; rzadko gryzą, ale potrafią mocno kopnąć.
Podczas walk II wojny światowej w Afryce 7. brytyjska dywizja pancerna zyskała przydomek „szczurów pustyni” (ang. Desert Rats), pochodzący od tego właśnie zwierzęcia.